# Luís Carlos Prestes

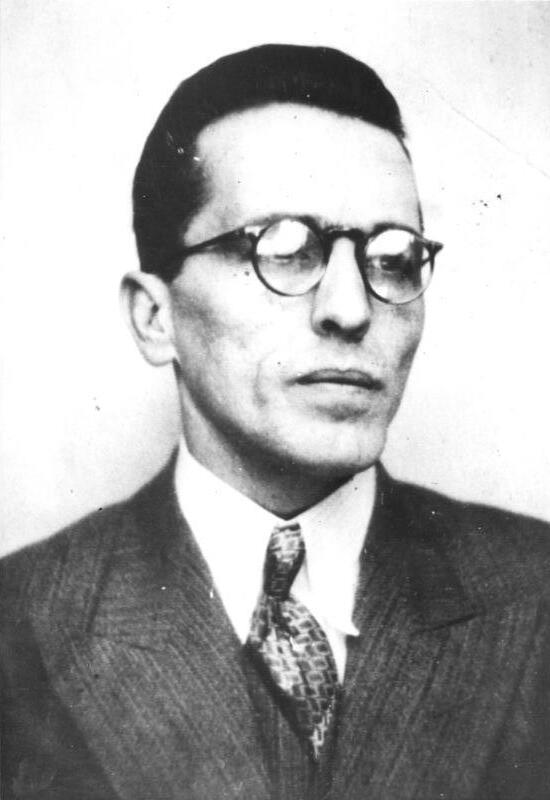
Luís Carlos Prestes (1936)

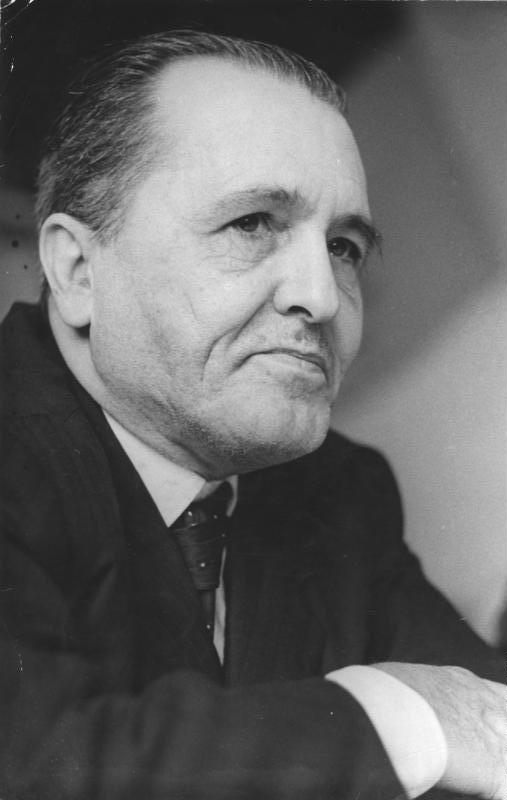
Luís Carlos Prestes (1959)

Luiz Carlos Prestes (* 3. Januar 1898 in Porto Alegre, Rio Grande do Sul, Brasilien; † 7. März 1990 in Rio de Janeiro in Brasilien) war Führer der 1920er Leutnantsaufstände und Generalsekretär der Kommunistischen Partei Brasiliens (PCB).

## Leben
Prestes war Absolvent der Militärakademie Academia Militar das Agulhas Negras in Resende, die er 1919 als Leutnant verließ. Bekannt als der „Ritter der Hoffnung“ führte er, jetzt Hauptmann, mit 1.500 Mann die Coluna Prestes gegen die Oligarchen an, die die alte brasilianische Republik dominierten. 750 starben dabei an Cholera.
1928 hielt er sich in Bolivien auf, befasste sich mit dem Marxismus und bekam Kontakt zu dem argentinischen Kommunisten Rodolfo Ghioldi und Abraham Guralski von der Komintern. 1931 reiste er nach kurzem Zwischenaufenthalt in Brasilien nach Moskau weiter.
1934 wurde er zusammen mit Olga Benario, die er in Moskau kennengelernt hatte, auf Anordnung der Komintern nach Brasilien zurückgeschickt, um dort eine Revolution vorzubereiten. In Rio de Janeiro trafen sie Elise und Arthur Ewert sowie sieben weitere aus der Sowjetunion entsandte Revolutionäre.
Der Putsch vom 27. November 1935 gegen das diktatorische Regime unter Staatspräsident Getúlio Vargas schlug fehl. Benario und Prestes tauchen unter und eine Verfolgungswelle gegen Linke setzte ein. Elza Fernandes (1915–1936), die Ehefrau des Generalsekretärs der KP Brasiliens, Antonio Maciel Bonfim, wurde verdächtigt, die Verräterin zu sein, da sie mehrmals verhaftet und wieder freigelassen und dann immer jemand festgenommen wurde. Die Kommunisten, auch Prestes, beschlossen, die „Verräterin“ zu beseitigen und ermordeten sie durch Strangulation. Zuletzt wurden Prestes und Olga Benario verhaftet; Benario nach Deutschland ausgeliefert. 1936 brachte sie in Berlin die gemeinsame Tochter Anita Leocádia Prestes zur Welt.
Jorge Amado schrieb 1945 ein Pamphlet zu Prestes Befreiung, das weite Verbreitung fand und zu seiner Begnadigung im selben Jahr führte. Von 1943 bis 1980 war er Präsident der KP Brasiliens (PCB), 1946 bis 1948 Senator für den Bundesdistrikt. 1982 trat Prestes aus der Kommunistischen Partei aus und wurde Mitglied des Partido Democrático Trabalhista, einer sozialdemokratisch ausgerichteten Partei.
Seit 1951 lebte Prestes mit seiner späteren Ehefrau Maria zusammen. Der Ehe entstammen sieben Kinder: João, Rosa, Ermelinda, Luiz Carlos, Zoia, Mariana und Yuri. Maria hatte ihrerseits zwei weitere Söhne, Pedro und Paulo, in die Ehe gebracht.

## Schriften
- Eine Wahl, vor 50 Jahren getroffen. In Probleme des Friedens und des Sozialismus, Dietz Verlag, Berlin 1973, S. 104–110.

Briefwechsel
- Olga Benario, Luiz Carlos Prestes: Die Unbeugsamen. Briefwechsel aus Gefängnis und KZ. Herausgegeben von Robert Cohen. Wallstein, Göttingen 2013, ISBN 978-3-8353-1327-9.